# The Greatest
The Greatest és un disc del duet Roxette realitzat el 1998. Es tracta d'un recopilatori limitat només per al Japó (molt raríssim trobar-lo fora). L'àlbum,que consta de disset cançons, forma part d'una sèrie especial de CD's d'èxits de diversos artistes com ara: Diana Ross, R.E.M. o XTC sota EMI-Toshiba.
La major part dels temes són inclosos a la recopilació Don't Bore Us-Get to the Chorus: Roxette's Greatest Hits de l'any 95 o a la versió posterior per als Estats Units.

## Llista de cançons
1. "The Look" - 3:57
2. "Dressed for Success" - 4:11
3. "Listen to Your Heart" - 5:13
4. "Dangerous" - 3:47
5. "It Must Have Been Love" - 4:18
6. "Joyride" - 3:59
7. "Fading Like a Flower" - 3:52
8. "The Big L." - 4:28
9. "Spending My Time" - 4:37
10. "Church of Your Heart" - 3:15
11. "Queen of Rain" - 4:54
12. "How Do You Do!" - 3:11
13. "Almost Unreal" - 3:57
14. "Sleeping in My Car" - 3:52
15. "Crash! Boom! Bang!" - 4:25
16. "Run to You" - 3:39
17. "Vulnerable" - 4:27